# Eclissi solare dell'11 novembre 1901
L'eclissi solare dell'11 novembre 1901 è un evento astronomico che ha avuto luogo il suddetto giorno attorno alle ore 7.28 UTC. 
L'eclissi, di tipo anulare, è stata visibile in alcune parti dell'Africa e dell'Asia (India e Sri Lanka).
L'eclissi è durata 11 minuti e 1 secondo; l'ombra lunare sulla superficie terrestre ha raggiunto una larghezza di 336 km. Inoltre, Phnom Penh, in Cambogia, che all'epoca faceva parte dell'Indocina francese, era completamente coperta dalla pseudo-umbra (antumbra).

## Percorso e visibilità
L'eclissi solare attraversò l'Italia, la Malta britannica, la Tripolitania ottomana, l'Egitto, l'Impero ottomano, il protettorato di Aden, Mascate e Oman e India Britannica, Ceylon britannica, Siam, Indocina francese, Isole Paracelso, Filippine americane. Parzialmente ha coperto la maggior parte dell'Eurasia, dell'Africa settentrionale e centrale e parti dell'area circostante. Questa eclissi solare è stata la più lunga dal 16 gennaio 1665. Questo record sarà battuto il 22 novembre 1919, effettuato un ciclo di Saros.

## Eclissi correlate

### Eclissi solari 1901 - 1902
Questa eclissi è un membro di una serie semestrale. Un'eclissi in una serie semestrale di eclissi solari si ripete approssimativamente ogni 177 giorni e 4 ore (un semestre) in nodi alternati dell'orbita della Luna.

### Ciclo di Saros 141
L'evento appartiene al ciclo solare di Saros 141, che si ripete ogni circa 18 anni, 11 giorni e 8 ore, comprendente 70 eventi. La serie è iniziata con un'eclissi solare parziale il 19 maggio 1613. Contiene 41 eclissi anulari dal 4 agosto 1739 al 14 ottobre 2460. Non ci sono eclissi totali in questa serie. La serie termina al membro 70 con un'eclissi parziale il 13 giugno 2857. L'eclissi anulare più lunga si è verificata il 14 dicembre 1955, con durata massima dell'anularità di 12 minuti e 9 secondi. Tutte le eclissi di questa serie si verificano nel nodo ascendente della Luna.